# Evangelisch Jeugdverbond

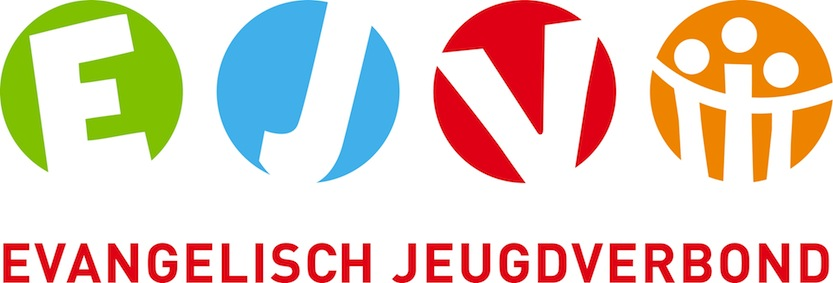
Logo van het Evangelisch Jeugdverbond

Het Evangelisch Jeugdverbond (EJV) is een evangelisch-christelijke jeugdbeweging in Vlaanderen.

## Evangelisch Jeugdverbond
Het Evangelisch Jeugdverbond is een beweging voor kinderen, jongeren, jongvolwassenen en hun leiders. Vanuit hun evangelische inspiratie willen ze bijdragen tot de ontwikkeling van individuele jongeren en de groepen waartoe ze behoren.
Het Evangelisch Jeugdverbond is door de Vlaamse overheid erkend en gesubsidieerd als landelijk georganiseerde jeugdvereniging. De organisatie valt daarmee onder erkend landelijk jeugdwerk.
Er zijn een 60-tal lokale afdelingen aangesloten bij het EJV. Het lidmaatschap is bedoeld voor de leden van jeugdwerkingen verbonden met kerken of organisaties die lid zijn van de Evangelische Alliantie Vlaanderen. Het meeste werk binnen het EJV wordt door vrijwilligers verzet.

## Geschiedenis
1 mei 1936 geldt als geboortedatum voor het EJV, toen nog BEJV (Belgisch Evangelisch Jeugdverbond). De aanzet werd gegeven door de Belgische Evangelische Zending, die het jongerenwerk binnen de kerken van de BEZ en de VEG wilden ondersteunen.
Het BEJV hield zich bezig met de organisatie van kampen en weekends voor jongeren uit de BEZ-VEG kerken. Later kwam daar de cursus voor jeugdverantwoordelijke bij, die doorheen de jaren is omgevormd tot de erkende cursus animator in het jeugdwerk. Verder ontstonden er kinderwerkinstructiedagen, een uitleendienst, een tijdschrift en een verzekeringsdienst. In de dienstverlenende functies richt het EJV zich breder dan de 'eigen' achterban: ook niet-leden kunnen deelnemen aan alle activiteiten.
In de jaren 90 werd ook de jongerenwerking van de ECV en enkele onafhankelijke kerken ondergebracht bij het EJV. De jeugdbeweging evolueerde naar meer onafhankelijkheid ten aanzien van de kerken en werkte steeds meer over denominaties heen. Er kwam ook een nieuwe rol bij: in het licht van het nieuwe decreet op het landelijk jeugdwerk, geeft het EJV het evangelische jeugdwerk een officiële vertegenwoordiging naar de overheid toe.
Vanaf het schooljaar 1996-97 werkt het EJV als koepel met aangesloten afdelingen. In februari 1999 werd de organisatie erkend als landelijk georganiseerd jeugdwerk.
Sinds januari 2000 is er een overkoepelend secretariaat, gevestigd in het gebouw van de Evangelische Theologische Faculteit Leuven. Vanuit dit kantoor opereren de kinder-, tiener- en jongerenkernverantwoordelijken.

## Structuur

### Bestuur
Het EJV wordt bestuurd door een Algemene Vergadering, de Raad van Bestuur en een dagelijks bestuur. De Algemene Vergadering bestaat uit de afdelingsverantwoordelijken, die de activiteiten van de Raad van Bestuur controleren. De RvB tekent het beleid uit, dat wordt uitgevoerd door het dagelijks bestuur.

### Kernen
Het aanbod voor leden van verschillende leeftijdsgroepen en hun leiders wordt gepland en gecoördineerd door drie kernen. Er is een kinderkern, een tienerkern en een jongerenkern. De kernen bestaan uit vrijwilligers die ondersteund worden door een personeelslid, de kerncoördinator. De kernen rapporteren en overleggen tijdens de maandelijkse vergaderingen van het dagelijks bestuur, waarin de kerncoördinatoren vertegenwoordigd zijn.

### Werkgroepen
Initiatieven worden doorgaans georganiseerd door een werkgroep, die voornamelijk bestaan uit vrijwilligers. De werkgroepen worden aangestuurd door en brengen verslag uit in de kernen.

### Regionale en lokale werking
Er zijn een 60-tal afdelingen verbonden met het EJV. In de afdelingen wordt het werk hoofdzakelijk verzet door vrijwilligers (160 directe vrijwilligers – 800 indirecte vrijwilligers), soms versterkt door regionale jeugdwerkers. Het jeugdwerk in de lokale afdelingen gebeurt op initiatief van de plaatselijke jeugdleiding. De activiteiten zijn wel via de BA-verzekering van het EJV verzekerd.
In elke afdeling is een afdelingsverantwoordelijke verantwoordelijk voor het EJV-gebeuren binnen die afdeling. Via hen verloopt alle communicatie: relevante informatie en advies in beide richtingen.
Sommige afdelingen werken samen in platforms op regionaal niveau. Die platforms worden door het EJV ondersteund, maar blijven autonoom.